# Eddie Lawson
Eddie Lawson (ur. 11 marca 1958 w Upland w stanie Kalifornia) – amerykański kierowca motocyklowy. Czterokrotny Mistrz Świata MotoGP w latach 1984, 1986 oraz 1988-1989.

## Kariera
Po zdobyciu dwóch tytułów w amerykańskich Superbike’ach w latach 1981–1982 rozpoczął starty w najwyższej kategorii MotoGP w zespole Yamahy debiutując w GP RPA. Już w pierwszym sezonie startów zdołał czterokrotnie stanąć na podium. Został sklasyfikowany na 4. pozycji w klasyfikacji generalnej. W drugim roku startów niespodziewanie został mistrzem świata. Zdołał wówczas wygrać cztery wyścigi, łącznie stając dziewięciokrotnie na podium. W kolejnym sezonie nie udało mu się obronić tytułu wywalczonego sprzed roku, mimo iż miał tylko jedno zwycięstwo mniej. Walkę o tytuł przegrał wówczas z Australijczykiem, Wayne’em Gardnerem. Frustrujący sezon zrekompensował sobie triumfem w kolejnym, w którym odniósł aż siedem wygranych.
W 1987 roku ponownie, jak przed dwoma laty, mimo dobrych wyników, nie obronił tytułu. Wygrał w tym czasie pięć rund, zostając sklasyfikowanym na 3. pozycji. Przedostatni sezon z Yamahą to ponowne odzyskanie tytułu przez Amerykanina. Był to najlepszy sezon w jego wykonaniu (dwanaście podiów, w tym siedem zwycięstw z dorobkiem rekordowych 252 punktów). Po sześciu latach spędzonych w Yamasze przeszedł do ekipy Honda, gdzie niespodziewanie obronił tytuł. Był pierwszym, któremu udało się obronić najwyższy laur, będąc już w innym teamie (drugim taki jest Valentino Rossi). Po roku spędzonym w Hondzie nieoczekiwanie znowu powrócił do swojego dawnego zespołu. Sztuka ta po raz drugi się już nie powiodła i Eddie zajął dopiero 7. pozycję w klasyfikacji generalnej z zaledwie sześcioma podiami (powodem tego stanu rzeczy była jednak wyraźnie słabsza forma japońskiego zespołu).
Ostatnie dwa lata w MotoGP spędził w mało konkurencyjnym teamie Cagiva. Wygrał tam swoje ostatnie GP, które zorganizowano na Węgrzech oraz dodatkowo stanął jeszcze dwukrotnie na podium. Został sklasyfikowany odpowiednio na 6. i 9. lokacie. Jego ostatnią rundą, było ponownie, jak w debiucie, Południowa Afryka. Po tym sezonie odszedł z MŚ. W całej swojej karierze wygrał 31 wyścigów, łącznie stając 78 razy na podium, zdobył 18 pole position oraz 21 najszybszych okrążeń.
Po zakończeniu kariery motocyklisty, Lawson spróbował swoich sił w wyścigach samochodowych i były to całkiem udane próby. W latach 1993–1994 startował w serii Indy Lights. W drugim sezonie startów był już jednym z liczących się kierowców, wygrał jeden wyścig i ostatecznie zajął 4. miejsce w klasyfikacji generalnej. W 1996 roku wystartował w jedenastu wyścigach serii CART w zespole Galles Racing, zajmując dwukrotnie szóste miejsce, a ostatecznie był 20. w klasyfikacji generalnej z dorobkiem 26 punktów.

### Statystyki
System punktowy od 1969 do 1987:
| Pozycja | 1  | 2  | 3  | 4 | 5 | 6 | 7 | 8 | 9 | 10 |
| Punkty  | 15 | 12 | 10 | 8 | 6 | 5 | 4 | 3 | 2 | 1  |

System punktowy od 1988 do 1992:
| Position | 1  | 2  | 3  | 4  | 5  | 6  | 7 | 8 | 9 | 10 | 11 | 12 | 13 | 14 | 15 |
| Punkty   | 20 | 17 | 15 | 13 | 11 | 10 | 9 | 8 | 7 | 6  | 5  | 4  | 3  | 2  | 1  |

| Rok  | Klasa   | Zespół                   | Motocykl      | 1      | 2      | 3      | 4      | 5      | 6      | 7      | 8      | 9     | 10     | 11    | 12     | 13     | 14    | 15    | Punkty | Pozycja | Zwycięstwa |
| ---- | ------- | ------------------------ | ------------- | ------ | ------ | ------ | ------ | ------ | ------ | ------ | ------ | ----- | ------ | ----- | ------ | ------ | ----- | ----- | ------ | ------- | ---------- |
| 1983 | 500 cm³ | Marlboro Agostini Yamaha | Yamaha YZR500 | RSA 8  | FRA NS | NAT 3  | GER 9  | ESP 6  | AUT 2  | YUG 3  | NED 5  | BEL 5 | GBR 4  | SWE 5 | SMR 3  |        |       |       | 78     | 4       | 0          |
| 1984 | 500 cm³ | Marlboro Agostini Yamaha | Yamaha YZR500 | RSA 1  | NAT 2  | ESP 1  | AUT 1  | GER 2  | FRA 2  | YUG 4  | NED 3  | BEL 4 | GBR 2  | SWE 1 | SMR 4  |        |       |       | 142    | 1       | 4          |
| 1985 | 500 cm³ | Marlboro Agostini Yamaha | Yamaha YZR500 | RSA 1  | ESP 2  | GER 4  | NAT 2  | AUT 2  | YUG 1  | NED NS | BEL 2  | FRA 4 | GBR 2  | SWE 2 | SMR 1  |        |       |       | 133    | 2       | 3          |
| 1986 | 500 cm³ | Marlboro Agostini Yamaha | Yamaha YZR500 | ESP 2  | NAT 1  | GER 1  | AUT 1  | YUG 1  | NED NS | BEL 2  | FRA 1  | GBR 3 | SWE 1  | SMR 1 |        |        |       |       | 139    | 1       | 7          |
| 1987 | 500 cm³ | Marlboro Agostini Yamaha | Yamaha YZR500 | JPN NS | ESP 2  | GER 1  | NAT 2  | AUT NS | YUG 3  | NED 1  | FRA NS | GBR 1 | SWE 2  | CZE 2 | SMR 2  | POR 1  | BRA 2 | ARG 1 | 157    | 3       | 5          |
| 1988 | 500 cm³ | Marlboro Agostini Yamaha | Yamaha YZR500 | JPN 3  | USA 1  | ESP 2  | EXP 1  | NAT 1  | GER 4  | AUT 1  | NED 2  | BEL 2 | YUG 10 | FRA 1 | GBR 6  | SWE 1  | CZE 2 | BRA 1 | 252    | 1       | 7          |
| 1989 | 500 cm³ | Rothmans Kanemoto Honda  | Honda NSR500  | JPN 3  | AUS 5  | USA 3  | ESP 1  | NAT NW | GER 2  | AUT 2  | YUG 3  | NED 2 | BEL 1  | FRA 1 | GBR 2  | SWE 1  | CZE 2 | BRA 2 | 228    | 1       | 4          |
| 1990 | 500 cm³ | Marlboro Roberts Yamaha  | Yamaha YZR500 | JPN NS | USA NW | ESP NW | NAT NW | GER NW | AUT NW | YUG NW | NED 3  | BEL 3 | FRA 5  | GBR 3 | SWE 2  | CZE 3  | HUN 2 | AUS 4 | 118    | 7       | 0          |
| 1991 | 500 cm³ | Cagiva Corse             | Cagiva GP500  | JPN 6  | AUS 6  | USA 5  | ESP 6  | ITA 3  | GER 4  | AUT 5  | EUR NS | NED 4 | FRA 3  | GBR 6 | RSM NS | CZE 8  | VDM - | MAL - | 126    | 6       | 0          |
| 1992 | 500 cm³ | Cagiva Corse             | Cagiva GP500  | JPN 14 | AUS 6  | MAL NS | ESP 11 | ITA 11 | EUR 6  | GER 6  | NED NS | HUN 1 | FRA 5  | GBR 4 | BRA 11 | RSA NS |       |       | 56     | 9       | 1          |